# Professional Darts Corporation
La Professional Darts Corporation (PDC) è una delle associazioni che regolano il mondo delle freccette.
Fondata nel 1992 da un gruppo di giocatori dissidenti staccatisi dalla rivale British Darts Organisation (BDO), oggi organizza diversi tornei trasmessi per televisione e tiene un ranking annuale dei propri giocatori basato sulle loro prestazioni.

## Storia
Negli anni ottanta, il mondo delle freccette professionistiche cominciò a perdere copertura televisiva ed un gran numero di sponsor, tanto che, dal 1989, l'unico evento trasmesso era l'annuale Embassy World Championship. A seguito di ciò, convinti che la British Darts Organisation non stesse facendo abbastanza per incrementare le sponsorizzazioni, nel 1992 sedici giocatori, compresi tutti i campioni del mondo BDO allora in attività, decisero di creare una nuova organizzazione, il World Darts Council (WDC). La BDO, furente, dopo l'Embassy World Championship del 1993 decise di bannare i giocatori ribelli (i quali avevano disputato il campionato con il badge della WDC sulle maniche), minacciando la stessa sanzione per chiunque avesse anche solo partecipato ad incontri amichevoli organizzati dalla nuova associazione.
La controversia venne risolta solamente con un "Tomlin order" del 1997: la BDO riconobbe la WDC, che però cambiò nome nell'attuale Professional Darts Corporation (PDC), e venne lasciata ai giocatori la libertà di scelta sui tornei a cui partecipare, con l'unica limitazione che i primi 16 dei ranking annuali BDO e PDC non avrebbero potuto cambiare associazione nell'anno immediatamente successivo.

## Copertura televisiva
Storicamente, la copertura televisiva della PDC è sempre stata offerta da Sky Sports, che dal 1992 ha creato canali dedicati esclusivamente al mondo delle freccette. Tra le varie innovazioni, l'introduzione di alcune inquadrature particolari per migliorare la visuale del pubblico a casa (come con la split-screen camera, che inquadra sulla destra il giocatore e sulla sinistra il bersaglio, in particolare zoomando sul triplo 20 se vi è la possibilità di realizzare un 180) e l'adozione di Chase the Sun, singolo del gruppo italiano Planet Funk, come "colonna sonora" ufficiale prima di ogni incontro.
Nel 2016 la BBC, che fino ad allora aveva trasmesso gli eventi della BDO, decise di cambiare organizzazione e di trasmettere il nuovo torneo della PDC, la Champions League of Darts, usando come colonna sonora la canzone Hey! Baby di DJ Ötzi (da quell'anno, la copertura della BDO venne offerta da Channel 4). Altri tornei sono invece trasmessi da ITV.
In Italia alcuni eventi della PDC sono trasmessi da DAZN dal 2018 al 2024, principalmente il World Championship. Dal 2024 in Italia gli eventi PDC sono visibili solo sul sito della PDC, alcuni eventi sono anche commentati in italiano.

## Innovazioni
Rispetto alla BDO, la PDC ha sempre cercato di "spettacolarizzare" i propri eventi attraverso un uso anche massiccio di coriandoli, macchine del fumo e fuochi d'artificio, attirando così anche i non appassionati allo sport. Gli incontri sono trasmessi su megaschermi, rendendo possibile la presenza anche di ingenti folle; inoltre, gli arbitri (tra cui il celebre Russ Bray) tendono ad annunciare a gran voce i 180 o i nine-dart finish, con gran risposta da parte del pubblico.
I giocatori entrano sul palco con una propria canzone in sottofondo, passando attraverso il pubblico accompagnati da guardie della sicurezza e, fino al 2017, da vallette, come in un incontro di pugilato o wrestling; inoltre, ognuno ha un proprio soprannome, coniato per i motivi più disparati (esempi celebri sono Phil "The Power" Taylor, "Mighty" Michael van Gerwen e "Snakebite" Peter Wright).

## Tornei

### Majors

#### World Championship
Disputato dal 1994, è il più importante tra i tornei della PDC, con un premio di mezzo milione di sterline, ed è contrapposto al campionato del mondo BDO. Si tiene all'Alexandra Palace di Londra tra la fine di dicembre e l'inizio di gennaio, con la finale giocata di solito il giorno di capodanno, ed è ad eliminazione diretta.
L'attuale campione del mondo è Luke Littler, mentre il giocatore più titolato è Phil Taylor con ben 14 vittorie.

#### UK Open
Soprannominato "la FA Cup delle freccette" per la sua struttura, si tiene ogni marzo a Butlins e vi partecipano 168 giocatori, con gli incontri man mano sorteggiati ad ogni turno.
L'attuale campione è Dimitri Van Den Bergh mentre il giocatore più titolato è Phil Taylor con 5 vittorie.

#### World Matchplay
Primo trofeo organizzato dall'allora WDC, si tiene a Blackpool e gli incontri non presentano set ma solo legs, rendendo i risultati quasi imprevedibili per la velocità delle partite.
L'attuale campione è Nathan Aspinall, mentre il giocatore più titolato è Phil Taylor con ben 16 vittorie.

#### World Grand Prix
Inizialmente tenuto prima a Rochester e poi a Rosslare, è organizzato oggi a Dublino e ha come caratteristica il fatto che i giocatori devono sia aprire che chiudere il leg con un doppio.
L'attuale campione è Luke Humphries, mentre il giocatore più titolato è Phil Taylor con 11 vittorie.

#### Grand Slam of Darts
Organizzato congiuntamente da PDC e BDO, si tiene a Wolverhampton e vi partecipano i finalisti degli ultimi due anni dei tornei più importanti delle due organizzazioni.
L'attuale campione è Luke Humphries, mentre il giocatore più titolato è Phil Taylor con 6 vittorie.

#### Players Championship Finals
Introdotto nel 2009, si tiene a Butlins e vi partecipano i primi 64 giocatori del PDC Order of Merit (ossia del ranking).
L'attuale campione è Luke Humphries, mentre il giocatore più titolato con 5 vittorie è Michael van Gerwen.

#### European Championship
Introdotto nel 2008, si tiene al Westfalenhallen di Dortmund e vi partecipano 32 giocatori scelti tra i migliori d'Europa e del PDC Order of Merit.
L'attuale campione è Peter Wright
, mentre i giocatori più titolati sono Phil Taylor e Michael van Gerwen con 4 vittorie a testa.

### Altri tornei

#### Masters
Disputato a Milton Keynes, vi partecipano i primi 24 giocatori del PDC Order of Merit. Non è un torneo valido per il ranking.
L'attuale campione è Stephen Bunting, mentre il giocatore più titolato è Michael Van Gerwen con 5 vittorie.

#### Premier League Darts
Torneo itinerante disputato in diciassette diverse città per cinque mesi, dal 2022 vi partecipano otto giocatori (i primi quattro del PDC Order of Merit ed altri quattro invitati) che prendono parte a 17 mini tornei, uno per ogni giornata. Non è valido per il ranking.
Fino all'edizione 2021 vi partecivano dieci giocatori e la formula era quella di un "girone all'italiana"; nelle edizioni 2019 e 2020, tuttavia, i giocatori titolari erano solamente nove, con l'aggiunta di dieci "contendenti", uno per location, che andavano a completare il tabellone. 
L'attuale campione è Luke Littler

#### Champions League of Darts
Introdotta nel 2016, si tiene a Cardiff e vi partecipano i primi otto giocatori del PDC Order of Merit. Non è valido per il ranking.
A causa della pandemia di COVID-19 il torneo non viene disputato dal 2019.
L'attuale campione è Michael van Gerwen.

#### World Cup of Darts
Torneo per nazionali, si tiene a Salisburgo (Austria) e vi partecipano 32 coppie di giocatori rappresentanti le loro nazioni.
L'attuale campione del mondo è l' Australia della coppia Damon Heta-Simon Witlock, mentre le nazioni più titolate sono l'Inghilterra (della coppia Phil Taylor-Adrian Lewis) ed i Paesi Bassi (delle coppie Raymond van Barneveld-Co Stompé e van Barneveld-Michael van Gerwen) con 4 vittorie.

## PDC Order of Merit
Il PDC Order of Merit è il ranking ufficiale dei giocatori della PDC, con struttura simile a quello del PGA European Tour per il golf: i giocatori scalano posizioni in classifica in base ai premi in denaro ottenuti nei tornei degli ultimi due anni. È contrapposto all'analogo ranking della World Darts Federation (WDF). L'attuale capolista è Luke Humphries, in testa da gennaio 2024. Di seguito i primi venti giocatori al mondo
| Posizione | Giocatore          | Guadagni   |
| --------- | ------------------ | ---------- |
| 1°        | Luke Humphries     | £1.873.750 |
| 2°        | Luke Littler       | £1.300.500 |
| 3°        | Michael van Gerwen | £734.750   |
| 4°        | Steven Bunting     | £573.750   |
| 5°        | Johnny Clayton     | £545.250   |
| 6°        | Rob Cross          | £590.500   |
| 7°        | Chris Dobey        | £504.500   |
| 8°        | James Wade         | £500.500   |
| 9°        | Nathan Aspinall    | £496.000   |
| 10°       | Damon Heta         | £495.750   |
| 11°       | Gerwyn Price       | £476.000   |
| 12°       | Gary Anderson      | £471.750   |
| 13°       | Dave Chisnall      | £469.250   |
| 14°       | Ross Smith         | £445.750   |
| 15°       | Danny Noppert      | £445.000   |
| 16°       | Peter Wright       | £440.750   |
| 17°       | Josh Rock          | £434.750   |
| 18°       | Martin Schindler   | £415.750   |
| 19°       | Ryan Searle        | £408.750   |
| 20°       | Michael Smith      | £396.250   |